# Malcolm McDowell
Malcolm McDowell (Horsforth, Velika Britanija, 13. lipnja 1943.) engleski je glumac. Postao je poznat naslovnom ulogom delikventa sociopata u filmu Paklena naranča iz 1971. godine, koju je odigrao maestralno te se potom specijalizirao za uloge negativaca od kojih se ističu one u filmu Caligula i Zvjezdane staze 7: Generacije. McDowell je među fanovima Zvjezdanih staza poznat kao "čovjek koji je ubio kapetana Kirka" u filmu Zvjezdane staze 7: Generacije iz 1994. godine, gdje je tumačio poludjelog znanstvenika dr. Toliana Sorana. Internetske stranice IMDB navode (srpanj 2012.) da je do sada glumio u 201 filmskoj odnosno televizijskoj ulozi.

## Nepotpun popis filmova
- Paklena naranča (A Clockwork Orange - 1971.)
- Putovanje prokletih (Voyage of the Damned - 1976.)
- Aces High - 1976.
- Caligula - 1979.
- Cat People - 1982. (s 21-godišnjom Nastassjom Kinski koji je producirao Jerry Bruckheimer)
- Plavi grom - (Blue Thunder - 1983.)
- Zvjezdane staze 7: Generacije - 1994.
- South Park - jedna epizoda 2000.
- Knjiga iskupljenja - 2010.
- Umjetnik (The Artist - 2011.)
- Sam u kući 5 - 2012.

## Vanjske poveznice
- http://www.imdb.com/name/nm0000532/ - Malcolm McDowell na IMDB-u